# Sint-Stefanuskerk (Hitdorf)
De Sint-Stefanuskerk (Duits: Kirche St. Stephanus) is een rooms-katholiek kerkgebouw in Hitdorf, een stadsdeel van Leverkusen.

## Geschiedenis

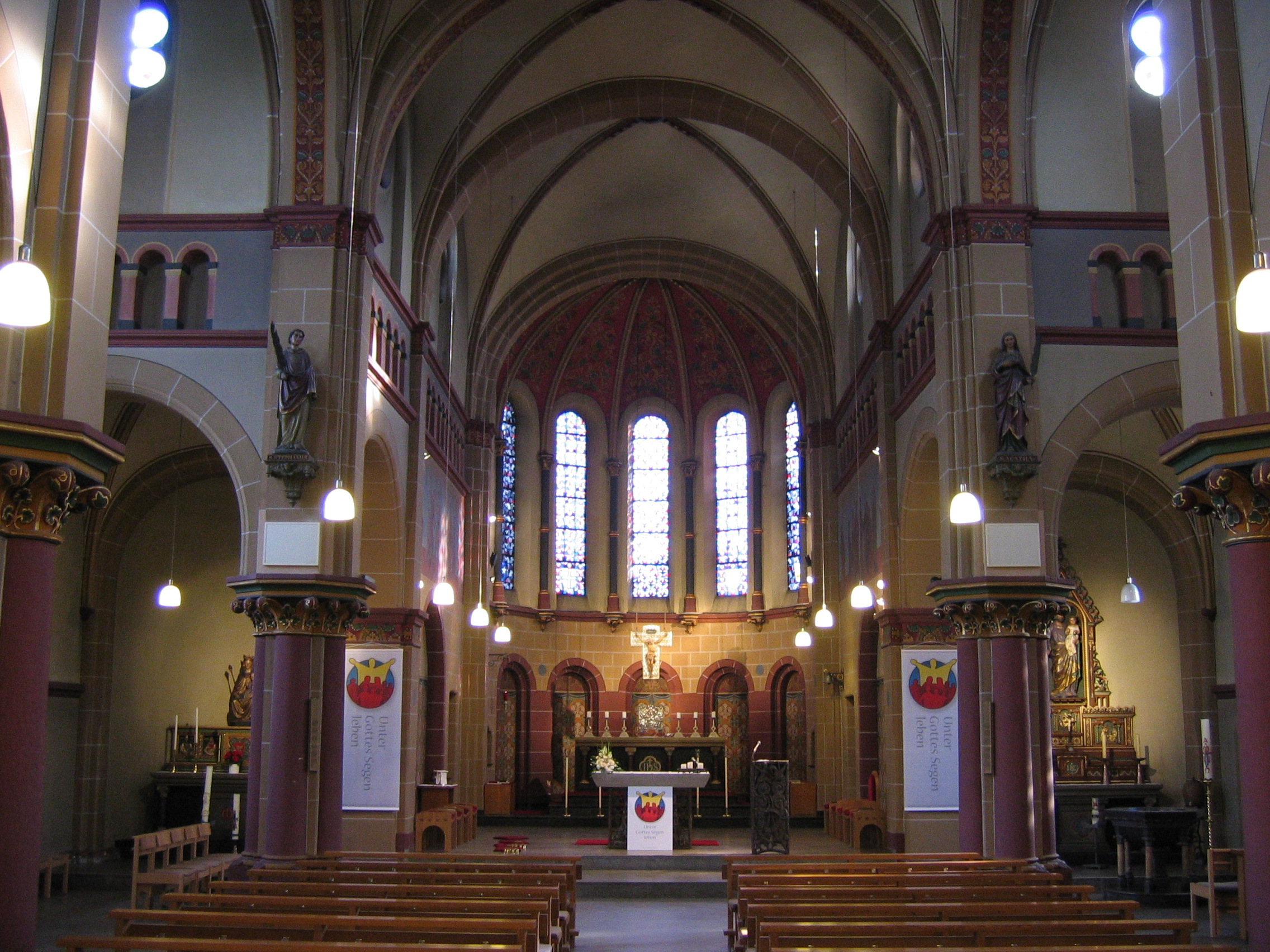
Overzicht interieur

Veertig jaar nadat het dorp Hitdorf een zelfstandige parochie werd, brak men de kleine kapel uit 1791-1792 af om een nieuwe, grotere kerk te bouwen. In een verbazingwekkend korte tijd van slechts drie jaar werd de neoromaanse Sint-Stefanuskerk  gebouwd. In eerste instantie werd de drieschepige kerk met één toren gebouwd, de tweede toren werd later toegevoegd. Op 13 juli 1887 volgde de wijding door bisschop Kopp uit Fulda.
In de Tweede Wereldoorlog werd de kerk al in de nacht van 16 augustus 1942 geraakt door een vliegerbom. Het dak en een groot deel van de kerkvensters werden tijdens dit bombardement beschadigd. De ergste verwoestingen werden echter kort voor het einde van de oorlog aangericht. De Amerikanen waren in maart tot aan de linker Rijnoever in Langel opgerukt, waar zij een bruggenhoofd wilden bouwen over de Rijn. Aan de andere oever van de Rijn had de Wehrmacht de Stefanuskerk als een strategische post in gebruik genomen. De sacristie had men ingericht als een commandocentrum en de zuidelijke toren diende als zendmast. Hierdoor kwam de Stefanuskerk zwaar onder vuur te liggen. Het was echter een Duitse beschieting dat uiteindelijk de kerkmuur doorsloeg en het tabernakel en hoogaltaar verwoestte. 
Na de oorlog werd er met hulp van veel vrijwilligers gewerkt aan de wederopbouw van de kerk. De beide torens en het dak hadden ernstig onder het oorlogsgeweld te lijden gehad. Tijdens de oorlog had de kerk drie van de vier klokken moeten afstaan ten behoeve van de oorlogsindustrie. De kleine Agathaklok overleefde de oorlog, maar bleek later niet goed bij het nieuwe gelui te passen en werd in 1955 alsnog door de Petrusklok vervangen.

## Orgel
In de jaren 1970 werd het in de oorlog verwoeste orgel weer gerenoveerd. Het huidige Holdich-orgel dateert uit 1872 en is dus ouder dan de kerk zelf. Dit Engelse orgel bevond zich tot 1993 in de Sint-Pauluskerk van Chiswick (Londen) en verving in het begin van het nieuwe millennium het oude oorspronkelijke orgel.

## Klokken
In de torens hangen vier klokken. De twee grotere klokken hangen in de rechter en de beide kleinere klokken in de linker toren.  
| Nr. | Naam van de klok | Gietjaar | Gieter          | Doorsnee (mm) | Gewicht (kg) | Nominaal (16tel) |
| --- | ---------------- | -------- | --------------- | ------------- | ------------ | ---------------- |
| 1   | Petrus           | 1955     | Bochumer Verein | 1600          | 1525         | cis1 ±0          |
| 2   | Stephanus        | 1952     | Bochumer Verein | 1425          | 1135         | dis1 ±0          |
| 3   | Josef            | 1952     | Bochumer Verein | 1180          | 654          | fis1 ±0          |
| 4   | Maria            | 1952     | Bochumer Verein | 1045          | 450          | gis1 ±0          |